# 栃木県道202号仙波鍋山線
栃木県道202号仙波鍋山線（とちぎけんどう202ごう せんばなべやません）は、栃木県佐野市と栃木市を結ぶ一般県道である。

## 路線概要
- 指定：1961年（昭和36年）4月1日
- 距離：7.358km
- 起点：栃木県佐野市仙波町（栃木県道200号秋山葛生線交点）
- 終点：栃木県栃木市鍋山町（栃木県道32号栃木粕尾線交点）

### 異常気象時交通規制区間
- 佐野市仙波町 - 栃木市柏倉町（延長1.7km）：土石崩落の危険のため連続雨量190mmにて通行止め[1]

## 交差する主な道路
- 栃木県道283号仙波中央西線（佐野市仙波町）